# Biomphalaria peregrina
Biomphalaria peregrina o caracol peregrino de doble ombligo es una especie de gasterópodo pulmonado de agua dulce de la familia Planorbidae.

## Descripción
Es una especie de caracol con concha plano-espiral, es decir, enrollada en un solo plano. Ojos en la base de los tentáculos, que son finos y alargados. Respiran a través de un pulmón aéreo y tienen también una branquia externa secundaria. Su cuerpo y su concha son de coloración marrón claro a oscuro. Los adultos llegan a medir 15 mm de diámetro.

## Biología
Son hermafroditas simultáneos, con testículo y ovario al mismo tiempo, en general se aparean con otros individuos para fecundar sus huevos, excepcionalmente se autofecundan. Depositan puestas gelatinosas, achatadas, de color rojizo, con hasta un centenar de huevos. Se alimentan de algas microscópicas y de restos vegetales, raspando sustratos sumergidos con su rádula.

## Hábitat y distribución
Habitan lagunas, y otros cuerpos de agua estancado, pero también arroyos con aguas lentas y canales de riego, frecuentemente asociadas a la vegetación sumergida. Es la especie de Biomphalaria más ampliamente distribuida en América del Sur, abarcando desde Venezuela hasta el norte de la Patagonia (Argentina).

## Importancia sanitaria
Se ha demostrado experimentalmente en poblaciones de Brasil que puede ser infestada por Schistosoma mansoni, el agente etiológico de la esquistosomiasis. 